# El Riu (Moià)
El Riu és una masia de Moià (Moianès) protegida com a Bé Cultural d'Interès Local.

## Descripció
Està situada al nord-est de la vila, a uns tres quilòmetres i mig de distància de Moià, al nord-est de la masia de Passerell. És a l'esquerra del Torrent Mal del Riu, a prop i al nord-est del Molí Vell del Riu, concretament en el vessant nord del Serrat de Picanyol. Es tracta d'una construcció de diferents cossos. El cos principal, de dues plantes i amb coberta de doble vessant; i un cos annex, de reduïdes dimensions, de tres plantes amb coberta a dues vessants.